# Вечрик
Вечрик (таб. Вечрикк) — село в Табасаранском районе Дагестана (Россия). Входит в состав сельского поселения «Сельсовет Куркакский».

## География
Расположено в 3,5 км юго-восточнее районного центра c. Хучни.

## Население
| 1895 | 1926 | 1939 | 1970 | 1989 | 2002 | 2010 |
| ---- | ---- | ---- | ---- | ---- | ---- | ---- |
| 122  | ↘113 | ↗127 | ↗196 | ↗233 | ↗399 | ↘292 |
| 2021 |      |      |      |      |      |      |
| ↗374 |      |      |      |      |      |      |